# Sun Baoqi
Sun Baoqi (chinês tradicional: 孫寶琦, chinês simplificado: 孙宝琦, pinyin: Sūn Bǎoqí, Wade–Giles: Sun Pao-ch´i; 26 de abril de 1867 – 3 de fevereiro de 1931) foi um político e funcionário do governo que serviu como ministro das relações exteriores e primeiro ministro da República da China. Seu nome de cortesia era Mu-han (慕韓).

## Biografia
Sun recebeu uma clássica educação chinesa e obteve o título de yinsheng de segundo grau. Casou-se com uma parente de Yikuang, o futuro príncipe Qing. Em 1886, tornou-se secretário júnior do Conselho de Punições, cargo que ocupou até 1895. Foi indicado para um posto estrangeiro em 1898, mas sua nomeação foi adiada devido à Rebelião dos Boxers. Em 1902, serviu brevemente como secretário da legação em Viena, Berlim e Paris, sendo posteriormente nomeado Ministro na França. Retornando à China em 1906, tornou-se secretário-chefe do Grande Conselho, encarregado de reorganizar o sistema administrativo do país. Sun foi designado assistente da Ferrovia Tianjin-Pukou e, em junho do mesmo ano, nomeado governador da província de Shandong. Ele era defensor de um governo constitucional na China. Em 1910, pediu às autoridades do Império Qing que implementassem um sistema de gabinete e, em 1911, reconheceu a independência de Shandong do domínio Manchu. Após Yuan Shikai assegurar o poder, Sun foi forçado a revogar essa declaração e a demitir-se.

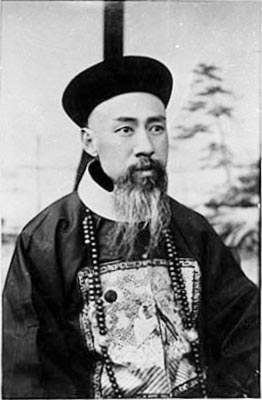
Sun Baoqi como governador de Shandong

Após a queda da Dinastia Qing, em 1912, Sun entrou brevemente em um empreendimento comercial privado com o Príncipe Qing, mas foi rapidamente atraído de volta ao novo governo como codiretor-geral e, mais tarde, diretor interino da Administração Aduaneira. Em junho de 1913, visitou o Japão como enviado de Yuan Shikai. Em 11 de setembro de 1913, foi nomeado para o gabinete do primeiro-ministro Xiong Xiling e negociou um acordo com a Rússia pelo qual esta reconheceria a suserania da China sobre a Mongólia Exterior, enquanto a China reconheceria a autonomia da Mongólia Exterior. Quando Xiong renunciou em meados de fevereiro de 1914, Sun tornou-se primeiro-ministro interino até que Xu Shichang assumiu o cargo em maio. Sun também ocupou o posto de ministro das Relações Exteriores, função que exerceu até janeiro de 1915, quando renunciou em protesto contra as Vinte e Uma Exigências do Japão.
Após isso, Sun ocupou cargos econômicos, em sua maioria relacionados ao seu trabalho anterior em política externa. Em janeiro de 1916, tornou-se diretor do Departamento de Auditoria e, em abril do mesmo ano, foi nomeado ministro das Finanças. Em 1917, assumiu o cargo de diretor-geral da Administração Aduaneira e, em 1920, tornou-se diretor do Departamento de Administração Econômica. Posteriormente, tornou-se presidente e, em seguida, diretor-geral do Departamento de Assistência à Fome, além de vice-presidente da Comissão do Rio Yangtzé. Em 1924, foi brevemente primeiro-ministro pela segunda vez, mas renunciou em julho devido a atritos com o ministro das Finanças, Wang Komin. Após deixar o cargo, tornou-se presidente do Comitê de Relações Exteriores e recusou vários outros postos antes de assumir a presidência do complexo siderúrgico de Hanyeping e da China Merchant's Steam Navigation Company. De 1926 a 1928, foi diretor-geral da Universidade Sino-Francesa. Ele aposentou-se em 1928, em Dalian, quando a Expedição do Norte chegou a Pequim. Em 1929, viajou para Hong Kong para tratar um distúrbio intestinal crônico e, em 1930, seguiu para Xangai e Hangzhou. Sua condição de saúde piorou logo depois, e ele faleceu em 3 de fevereiro de 1931.